# Sebastian Hoeneß
Sebastian Hoeneß (Munique, 12 de maio de 1982) é um treinador e ex-futebolista alemão que atuava como meia-atacante. Atualmente comanda o Stuttgart.

## Carreira como jogador
Na juventude, jogou por TSV Ottobrunn, TSV Grötzingen e Stuttgart até 1999, quando foi para o Hertha Berlim, onde atuou pela equipe B em 101 partidas e fez 14 gols em sua primeira passagem. Na temporada 2006–07, foi para o Hoffenheim, então na Regionalliga (na época, a terceira divisão alemã), revezando entre o time principal e os reservas, porém jogando poucas vezes (3 na equipe principal e 5 pelo time B).
Voltou ao Hertha Berlim em 2007, novamente sendo aproveitado no time reserva: foram 63 jogos disputados e 15 gols até 2010, quando anunciou sua aposentadoria com apenas 28 anos.

## Carreira como treinador
Depois da aposentadoria, Sebastian Hoeneß voltou ao futebol em 2011, como técnico da equipe Sub-19 do Hertha Zehlendorf, onde permaneceu até 2013. Treinou ainda as categorias de base do RB Leipzig e do Bayern de Munique até 2019, quando foi promovido ao comando técnico do Bayern II, levando o time reserva dos Roten ao seu primeiro título da 3. Fußball-Liga e sendo eleito o melhor técnico da competição.
Em julho de 2020, o Hoffenheim anunciou a contratação do técnico para o lugar Alfred Schreuder - Matthias Kaltenbach, Marcel Rapp e Kai Herdling comandaram a equipe interinamente nos últimos jogos da temporada 2019–20. Ele assinou por 3 temporadas, deixando o clube após 81 partidas.
Em abril de 2023, foi anunciado como novo técnico do Stuttgart, sucedendo Bruno Labbadia, evitando o rebaixamento da equipe suábia à Segunda Divisão após duas vitórias sobre o Hamburgo. No dia 8 de março de 2024, renovou seu contrato com o clube até 2027.
Na temporada 2023–24, levou o clube a uma vaga na Liga dos Campeões da UEFA pela primeira vez desde 2009–10, terminando em 2º lugar na Bundesliga, o melhor desempenho do clube desde 2007.

## Vida pessoal
Sebastian é filho de Dieter Hoeneß (ex-jogador de Stuttgart, Bayern de Munique e Seleção Alemã) e sobrinho de Uli Hoeneß, também ex-jogador e ex-presidente do Bayern (campeão da Eurocopa de 1972 e da Copa de 1974 pela Alemanha).

## Títulos
Bayern II
- 3. Fußball-Liga: 2019–20[3]

Stuttgart
- Copa da Alemanha: 2024–25[11]

### Prêmios individuais
- Melhor técnico da 3. Fußball-Liga: 2020[4]